# Parantica kirbyi
Parantica kirbyi är en fjärilsart som beskrevs av Grose-smith 1894. Parantica kirbyi ingår i släktet Parantica och familjen praktfjärilar. IUCN kategoriserar arten globalt som livskraftig. Inga underarter finns listade i Catalogue of Life.